# Polvo exozodiacal
El polvo exozodiacal son granos de carbono amorfo y polvo de silicato del tamaño de 1 a 100 micrómetros que llenan el plano de los sistemas planetarios extrasolares. Es el análogo exoplanetario del polvo zodiacal, granos de polvo de 1 a 100 micrómetros que se observan en el sistema solar, especialmente en el interior del cinturón de asteroides. Al igual que con el polvo zodiacal, estos granos probablemente son producidos por cometas desgasificados, así como por colisiones entre cuerpos parentales más grandes, como los asteroides. Las nubes de polvo exozodiacal son a menudo componentes de discos de escombros que se detectan alrededor de las estrellas de la secuencia principal a través de su exceso de emisión infrarroja. Los discos exozodiacales particularmente calientes también se encuentran comúnmente cerca de las estrellas  de tipo espectral A y K. Por convención, el polvo exozodiacal se refiere a la parte más interna y más caliente de estos discos de escombros, dentro de unas pocas unidades astronómicas de la estrella. Cómo el polvo exozodiacal es tan frecuente tan cerca de las estrellas, es un tema de debate con varias teorías en competencia que intentan explicar el fenómeno. Las formas de las nubes de polvo exozodiacal pueden mostrar la influencia dinámica de los planetas extrasolares y potencialmente indicar la presencia de estos planetas. Debido a que a menudo se encuentra cerca de la zona de habitabilidad de una estrella, el polvo exozodiacal puede ser una fuente de ruido importante para los intentos de obtener imágenes de planetas terrestres. Aproximadamente 1 de cada 100 estrellas en los sistemas solares cercanos muestra un alto contenido de polvo cálido que es alrededor de 1000 veces mayor que la emisión de polvo promedio en el rango de 8,5 a 12 μm.

## Formación
Aunque tal polvo era inicialmente teórico, se ha observado su firma infrarroja al intentar observar exoplanetas con características terrestres. Como el polvo exozodiacal es el equivalente extrasolar del polvo zodiacal, se teoriza que su formación es la misma. Esto debe contrastarse con el polvo interestelar, que no está atrapado en un sistema solar. Las partículas sobrantes de la formación de un sistema solar, así como los escombros de las colisiones de objetos más grandes, dejan polvo exozodiacal. Sin embargo, se cree que la cantidad de polvo exozodiacal potencial está en constante disminución, ya que los cuerpos masivos como los planetas absorben cantidades significativas de él. Por ejemplo, la tierra absorbe 40.000 toneladas de este polvo cada año. El polvo emite radiación infrarroja y, a través de interacciones gravitacionales con cuerpos como el sol, forma anillos infrarrojos. Estos anillos se han observado en muchos sistemas solares a lo largo de la Vía Láctea. Se teoriza que el polvo de diferentes fuentes, como las colisiones de asteroides, cometas y partículas atrapadas, forme diferentes estructuras infrarrojas, respectivamente.

## Ejemplos de estrellas con polvo exozodiacal
- 51 Ophiuchi
- Fomalhaut[7][8]
- Tau Ceti[9]
- Vega

## Investigación en curso
Las observaciones han encontrado que algunos tipos espectrales A y K tienen las firmas infrarrojas del polvo exozodiacal mucho más cerca de la estrella de lo que se teoriza. Dentro de una determinada circunferencia de la estrella, se espera que el polvo sea triturado y expulsado por la estrella en unos pocos años. Si bien se ha confirmado que el polvo existe tan cerca de una estrella, los modelos aún no pueden explicar su presencia. Modelar el comportamiento del polvo tanto zodiacal como exozodiacal es una notable área de investigación, ya que el polvo se presenta como ruido para los astrónomos que intentan observar los cuerpos planetarios. Si el polvo se puede modelar con precisión, se puede restar de las observaciones de exotierras.